# 昆塔：反转星球
昆塔：反转星球是中華人民共和國浙江省博采传媒有限公司出品的3D科幻动画电影，於2017年10月1日上映。影片讲述的是人类发现开普勒星后一直开采该星的能源生物卡拉萝，結果破壞了开普勒星的生態環境。主人公菠菜和他的小夥伴於是一起拯救星球。截至2017年10月10日，该片票房已超过4400万人民幣。